# Castell de Montoliu
El castell de Montoliu o de Santa Margarida, conegut popularment com el Castellot, és situat al mig del sector oriental de la plana de Tarragona, prop de la desembocadura del riu Gaià.

## Història
L'any 1118, en una donació feta pel comte de Barcelona Ramon Berenguer III al bisbe Oleguer de Barcelona, s'esmenta castell de «Monteolivo» juntament amb el castell de Tamarit com a terme llevantí de la ciutat de Tarragona. Això no obstant, A. Virgili exposa la tesi següent. Cal identificar el castell de Montoliu amb el castell d'Ullastrell que es documenta l'any 1060 en l'escriptura de concessió en propi alou a Bernat Amat de Claramunt per part dels comtes de Barcelona Ramon Berenguer I i Almodis, del «Puio vocitato Ullastrello cum omni edificio quod in eo est», amb la condició que hi edifiquessin un castell. Les afrontacions territorials del document de 1060 coincideixen totalment amb la ubicació del castell de Montoliu. Els descendents de Bernat Amat de Claramunt, el llinatje de la Casa de Claramunt, tingueren el domini eminent del castell de Montoliu durant els segles xii i xiii. L'any 1134, Ramon Pere, fill de Pere Mir de Banyeres declara fidelitat a Deodat de Claramunt, vassall i comdor respectivament dels castells de Montoliu i Tamarit. Deodat llegà el castell de Montoliu al seu fill Guillem de Claramunt l'any 1152. El 1205, Ramon de Guàrdia i Saurina de Claramunt lleguen el «castrum de Monte Olivo», el de Tamarit i altres al seu fill Guillem
Malgrat que eren parents, Guillem de Claramunt i Guillem de Cardona pleitejaven per les seves propietats. L'any 1229 signaren un conveni en virtud del qual Guillem de Claramunt resta senyor dels castell de Montoliu, Cubelles, Tamarit i la quadra de Vespella. El 9 de febrer del 1244, l'arquebisbe Pere d'Albalat comprà a Guillem de Claramunt el lloc del Codony i a Guillem d'Aguiló la part de les viles de Cubelles, Tamarit i Montoliu. L'any 1251 està documentada una disputa entre Guillema de Claramunt i Ponç de Cervera en la que intervingué i aconsellà fra Ramon de Penyafort. Els castells de Montoliu, Tamarit i Codony restaren em mans de Guillema de Claramunt.
Berenguer de Montoliu comandà l'estol català, organitzat a Tarragona en temps del rei Alfons el Franc, i, pocs mesos després, sota el regnat de Jaume II, capitanejà unes galeres que contribuïren a la reconquesta de Tarifa —llavors en poder del soldà del Marroc— pels castellans (any 1292). Un Bernat de Montoliu, comandant alguns petits vaixells, guardà el port de Constantinoble, el 1453. El juny de 1611, l'arquebisbe de Tarragona, cedí a Guillem de Claramunt la part dels delmes del terme de Monte Olivo.

## Arquitectura

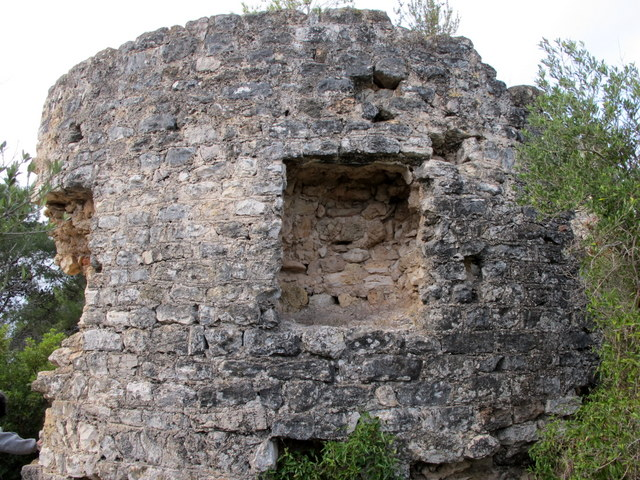
Restes de la torre circular (gener 2011)

La fortalesa destaca per l'amplitud dels seus límits. És un exemple de la nova disposició dels districtes castrals a les marques meridionals del comtat de Barcelona el segle xi. S'estenia del riu Gaià al riu Francolí, de llevant a ponent i d'Alcover i Valls a Tamarit i Tarragona de nord a sud, amb tots els llocs i castell infeudats dintre dels esmentats límits.
Al mig del recinte es conserva una malmesa torre de planta circular, de 3,5 m de diàmetre intern, un gruix de paret a la planta baixa de 170 cm i una alçada actual de només 3,9 m. si bé en origen devia superar els 10 m i la porta d'entrada es deuria situar a uns 5 m. Feta amb carreus de 15 cm per 30 cm col·locats en filades. El clos que envoltava la torre era de planta rectangular, d'uns 30 m de longitud sud nord i uns 15 m d'amplada.
Damunt la muralla occidental hi havia una sala. El nivell inferior fa uns 5,6 m de llarg per 1,6 d'ample i és cobert per una volta. Pel damunt seu hi ha una sala de 4,3 m d'ample i 6,75 m de llarg, que també devia ser coberta per una volta. El gruix dels murs va de 85 cm a 100 cm. El sector meridional de la muralla que clou el recinte és força visible i hi destaca, a l'angle sud-est, una torre de planta quasi quadrada. A la banda est del clos hi ha un segment de muralla que surt cap a l'exterior uns 4 m i té una longitud de 10 m. Es creu que la muralla perimetral era força alta doncs el gruix és de 100 cm. L'aparell constructiu és divers. Des de pedres molt poc treballades a carreus ben escairats.
La torre, l'element més antic, es pot datar cap al s. XI. Les altres restes, sala i muralla, han d'ésser força posteriors, els segles XII o XIII i alguns elements ja clarament gòtics.